# 寛政町 (横浜市)
寛政町（かんせいちょう）は、神奈川県横浜市鶴見区の地名。「丁目」のない単独行政地名。住居表示実施済み区域。

## 地理
鶴見区の南東部に位置し、南に安善町、西に弁天町、北西に朝日町、北東に川崎市川崎区浅田4丁目、東に川崎市川崎区田辺新田と接している。

## 歴史

### 沿革
- 1941年（昭和16年）4月1日 - 潮田町、安善町の各一部を分離し、寛政町を新設[6]。
- 1964年（昭和39年）3月24日 - 埋立地を編入[7]。
- 1978年（昭和53年）7月17日 - 住居表示を実施[8]。
- 1983年（昭和58年）2月1日 - 町界変更により、寛政町の一部を朝日町、浜町、弁天町へ編入[9]。

## 世帯数と人口
2025年（令和7年）6月30日現在（横浜市発表）の世帯数と人口は以下の通りである。
| 町丁   | 世帯数  | 人口  |
| ------ | ------- | ----- |
| 寛政町 | 556世帯 | 937人 |

### 人口の変遷
国勢調査による人口の推移。
| 年                 | 人口  |
| ------------------ | ----- |
| 1995年（平成7年）  | 1,006 |
| 2000年（平成12年） | 951   |
| 2005年（平成17年） | 1,004 |
| 2010年（平成22年） | 953   |
| 2015年（平成27年） | 932   |
| 2020年（令和2年）  | 941   |

### 世帯数の変遷
国勢調査による世帯数の推移。
| 年                 | 世帯数 |
| ------------------ | ------ |
| 1995年（平成7年）  | 409    |
| 2000年（平成12年） | 403    |
| 2005年（平成17年） | 414    |
| 2010年（平成22年） | 425    |
| 2015年（平成27年） | 428    |
| 2020年（令和2年）  | 535    |

## 学区
市立小・中学校に通う場合、学区は以下の通りとなる（2024年11月時点）。
| 番・番地等 | 小学校             | 中学校             |
| ---------- | ------------------ | ------------------ |
| 全域       | 横浜市立入船小学校 | 横浜市立寛政中学校 |

## 事業所
2021年（令和3年）現在の経済センサス調査による事業所数と従業員数は以下の通りである。
| 町丁   | 事業所数 | 従業員数 |
| ------ | -------- | -------- |
| 寛政町 | 81事業所 | 1,661人  |

### 事業者数の変遷
経済センサスによる事業所数の推移。
| 年                 | 事業者数 |
| ------------------ | -------- |
| 2016年（平成28年） | 82       |
| 2021年（令和3年）  | 81       |

### 従業員数の変遷
経済センサスによる従業員数の推移。
| 年                 | 従業員数 |
| ------------------ | -------- |
| 2016年（平成28年） | 1,914    |
| 2021年（令和3年）  | 1,661    |

## 施設
- 横浜市立寛政中学校

## その他

### 日本郵便
- 郵便番号 : 230-0034[3]（集配局：鶴見郵便局[19]）

### 警察
町内の警察の管轄区域は以下の通りである。
| 番・番地等 | 警察署     | 交番・駐在所 |
| ---------- | ---------- | ------------ |
| 全域       | 鶴見警察署 | 本町通交番   |